# Spinetta Pico

Stemma della casata dei Pico della Mirandola (1311-1432)

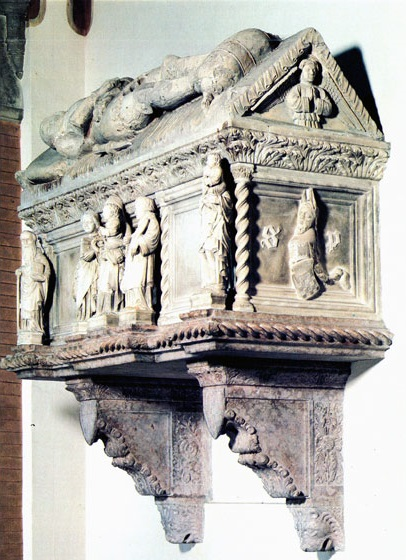
Tomba di Spinetta Pico nella Chiesa di San Francesco a Mirandola

Spinetta Pico (... – dopo il 1 maggio 1399) è stato un condottiero e politico italiano.

## Biografia
Era figlio di Paolo Pico (?-febbraio 1354) e di Isabella Malaspina (?-15 agosto 1376), figlia del marchese Azzolino. Nel 1354, dopo l'uccisione del padre durante un tumulto popolare a Verona (città in cui era stato nominato podestà o pretore da Fregnano della Scala), divenne Signore della Mirandola congiuntamente ai fratelli Francesco, Prendiparte e Tommasino; nello stesso anno l'imperatore Carlo IV di Lussemburgo rinnovò loro l'investitura della corte di Quarantola. Allo scoppio della guerra fra la lega guelfa degli Estensi e i Visconti, la Mirandola fu assediata nel 1355 e occupata dai milanesi, costringendo i Pico all'alleanza. A seconda delle vicende, i Pico parteggiarono ora per i guelfi ora per i ghibellini, fino al 1374 quando confermarono l'alleanza con i Visconti, che li contraccambiarono con onori e terre nel veronese. Il doge Andrea Dandolo ascrisse i Pico nella nobiltà veneziana, mentre il vescovo di Reggio concesse loro l'investitura di San Martino Spino.
Condottiere al servizio dei Visconti, nel 1378 fu insignito da Bernabò Visconti del cingolo militare insieme al fratello Prendiparte, allorché era stata intrapresa la spedizione di Verona. Nel 1397 era tra i condottieri del duca Giangaleazzo Visconti.
Nel 1390 si riunì all'interno della chiesa di San Francesco un concilio di 13 giudici che risolse la disputa sorta sul dominio della Mirandola sorto tra i quattro fratelli Spinetta, Francesco II, Prendiparte e Tommasino (figli di Paolo Pico) contro i cugini Giovanni e Prendiparte (figli di Niccolò Pico).
Sempre nel 1390, cavalcando un giorno da Quarantoli a San Martino Spino, incontrò ed uccise Francesco Pedocca dei figli di Manfredo. Giunto al castello di San Martino Spino con altri uomini e mostrando il cadavere che aveva portato, si fece aprire il ponte levatoio e con l'inganno si impossessò della fortezza. Giangaleazzo Visconti, che aveva approvato l'assassasinio, lo nominò signore di San Martino Spino, confermato poi dall'imperatore.
Nel luglio 1374 sposò Diamante d'Alberto Dal Verme di Verona. Rimasto vedovo, si risposò con Euride, figlia del cavaliere Egidio Papazzoni. Non ebbe prole.
Morì probabilmente dopo il 1º maggio 1399, dopo aver dettato il proprio testamento. Venne sepolto nella Chiesa di San Francesco a Mirandola nella tomba elegantemente scolpita e da lui commissionata mentre era ancora in vita e, vista la quale, la cognata Caterina Caimi ne commissionò un'altra per il marito Prendiparte.

## Ascendenza
|                    |   |                      | Genitori |  |  | Nonni |  |  | Bisnonni         |  |  | Trisnonni       |  |
|                    |   |                      |          |  |  |       |  |  | Francesco I Pico |  |  | Bartolomeo Pico |  |
|                    |   |                      |          |  |  |       |  |  | Francesco I Pico |  |  | Bartolomeo Pico |  |
|                    |   | Aledisia Pallavicino |          |  |  |       |  |  | Francesco I Pico |  |  |                 |  |
| Prendiparte Pico   |   |                      |          |  |  |       |  |  | Francesco I Pico |  |  |                 |  |
|                    |   | Beatrice Tommasino   | …        |  |  |       |  |  |                  |  |  |                 |  |
|                    |   | Beatrice Tommasino   | …        |  |  |       |  |  |                  |  |  |                 |  |
|                    |   | Beatrice Tommasino   | …        |  |  |       |  |  |                  |  |  |                 |  |
| Paolo Pico         |   | Beatrice Tommasino   |          |  |  |       |  |  |                  |  |  |                 |  |
|                    |   | …                    | …        |  |  |       |  |  |                  |  |  |                 |  |
|                    |   | …                    | …        |  |  |       |  |  |                  |  |  |                 |  |
|                    |   | …                    | …        |  |  |       |  |  |                  |  |  |                 |  |
| …                  |   | …                    |          |  |  |       |  |  |                  |  |  |                 |  |
|                    |   | …                    | …        |  |  |       |  |  |                  |  |  |                 |  |
|                    |   | …                    | …        |  |  |       |  |  |                  |  |  |                 |  |
|                    |   | …                    | …        |  |  |       |  |  |                  |  |  |                 |  |
| Spinetta Pico      |   | …                    |          |  |  |       |  |  |                  |  |  |                 |  |
|                    | … | …                    |          |  |  |       |  |  |                  |  |  |                 |  |
|                    | … | …                    |          |  |  |       |  |  |                  |  |  |                 |  |
|                    | … | …                    |          |  |  |       |  |  |                  |  |  |                 |  |
| Azzolino Malaspina | … |                      |          |  |  |       |  |  |                  |  |  |                 |  |
|                    |   | …                    | …        |  |  |       |  |  |                  |  |  |                 |  |
|                    |   | …                    | …        |  |  |       |  |  |                  |  |  |                 |  |
|                    |   | …                    | …        |  |  |       |  |  |                  |  |  |                 |  |
| Isabella Malaspina |   | …                    |          |  |  |       |  |  |                  |  |  |                 |  |
|                    |   | …                    | …        |  |  |       |  |  |                  |  |  |                 |  |
|                    |   | …                    | …        |  |  |       |  |  |                  |  |  |                 |  |
|                    |   | …                    | …        |  |  |       |  |  |                  |  |  |                 |  |
| …                  |   | …                    |          |  |  |       |  |  |                  |  |  |                 |  |
|                    |   | …                    | …        |  |  |       |  |  |                  |  |  |                 |  |
|                    |   | …                    | …        |  |  |       |  |  |                  |  |  |                 |  |
|                    |   | …                    | …        |  |  |       |  |  |                  |  |  |                 |  |
|                    |   | …                    |          |  |  |       |  |  |                  |  |  |                 |  |